# Liu Baiyu
Pour les articles homonymes, voir Liu.
Liu Baiyu (en chinois 刘白羽, en pinyin Liú Báiyǔ) (né le 2 septembre 1916, décédé le 24 août 2005), né Liu Yuzan (en chinois 刘玉赞, en pinyin Liú Yùzàn) à Pékin est un écrivain chinois. Communiste, il influence la littérature chinoise par son opposition aux « valeurs bourgeoises occidentales ».

## Récompenses
Liu Baiyu reçoit :
- le Prix Staline, catégorie Arts en 1950[2],[3] ;
- le Prix littéraire Mao Dun en 1988 pour son roman 第二个太阳 (The Second Sun).